# Somnis d'adolescent
Somnis d'adolescent (títol original: Skipped Parts) és una pel·lícula estatunidenca dirigida per Tamra Davis, estrenada el 2000. Ha estat doblada al català.

## Argument
El jove Sam, de 14 anys i aspirant a escriptor, està en l'edat de fer-se preguntes sobre el sexe i interaccionar amb les noies. Per escriure sobre un tema que no coneix, necessitarà tenir algun contacte per donar realisme a la història. Amb l'ajuda de la seva mare i una amiga, Lydia, intentarà arribar a tenir el coneixement necessari.

## Repartiment
- Drew Barrymore: Fantasy Girl
- Jennifer Jason Leigh: Lydia Callahan
- Bug Hall: Sam Callahan
- Mischa Barton: Maurey Pierce
- Brad Renfro: Dothan Talbot
- R. Lee Ermey: Caspar Callahan
- Michael Greyeyes: Hank Elkrunner